# Lincoln Park (Nueva York)
Lincoln Park es un lugar designado por el censo ubicado en el condado de Ulster en el estado estadounidense de Nueva York. En el año 2000 tenía una población de 2337 habitantes y una densidad poblacional de 663 personas por km². Se encuentra a la orilla del río Hudson.

## Geografía
Lincoln Park se encuentra ubicado en las coordenadas 41°57′5″N 73°59′40″O / 41.95139, -73.99444.

## Demografía
Según la Oficina del Censo en 2000 los ingresos medios por hogar en la localidad eran de $662.8, y los ingresos medios por familia eran $44,279. Los hombres tenían unos ingresos medios de $35,000 frente a los $24,769 para las mujeres. La renta per cápita para la localidad era de $19,863. Alrededor del 12.9% de la población estaban por debajo del umbral de pobreza.